# 2022 في الكويت
أحداث عام 2022 في الكويت.

## شاغلي المناصب
| الصورة | المنصب            | الاسم                                          |
| ------ | ----------------- | ---------------------------------------------- |
|        | أمير الكويت       | نواف الأحمد الجابر الصباح                      |
|        | رئيس وزراء الكويت | صباح خالد الحمد الصباح (حتى 19 يوليو)          |
|        | رئيس وزراء الكويت | أحمد النواف الأحمد الصباح (ابتداءً من 24 يوليو) |

## الأحداث
مستمر – جائحة كوفيد–19 في الكويت

### فبراير
- 17 فبراير – استقال وزيرا الدفاع والداخلية الكويتيان، وكلاهما من عائلة آل صباح الحاكمة. قُبلت الاستقالتان من قِبل الأمير، وعيّن عضوًا آخر من عائلة الصباح، ومحمد الفارس، وزير النفط الحالي، في منصبيهما.

### مارس
- 26 مارس – وقّعت السعودية والكويت برنامجًا مدته 50 عامًا لاستكشاف حقل غاز آراش، الواقع على الحدود البحرية بين البلدين، ويمتد أيضًا إلى المياه إيران. وتقول إيران إن الاتفاق غير قانوني.[1]

### مايو
- 10 مايو – ولي عهد الكويت، مشعل الأحمد الجابر الصباح، يقبل استقالة حكومة الكويت، بعد أكثر من شهر من تقديم الطلب. ولم يُحدد موعد إجراء الانتخابات القادمة.[2]

### سبتمبر
- 29 سبتمبر – أجريت انتخابات عامة في الكويت عقب حل البرلمان من قبل ولي العهد مشعل الأحمد الجابر الصباح.[3]

### نوفمبر
- 16 نوفمبر – أعلنت الكويت أنها نفذت إعدامًا جماعيًا لسبعة مدانين بالقتل، بينهم ثلاثة مواطنين أجانب.[4]

## الوفيات

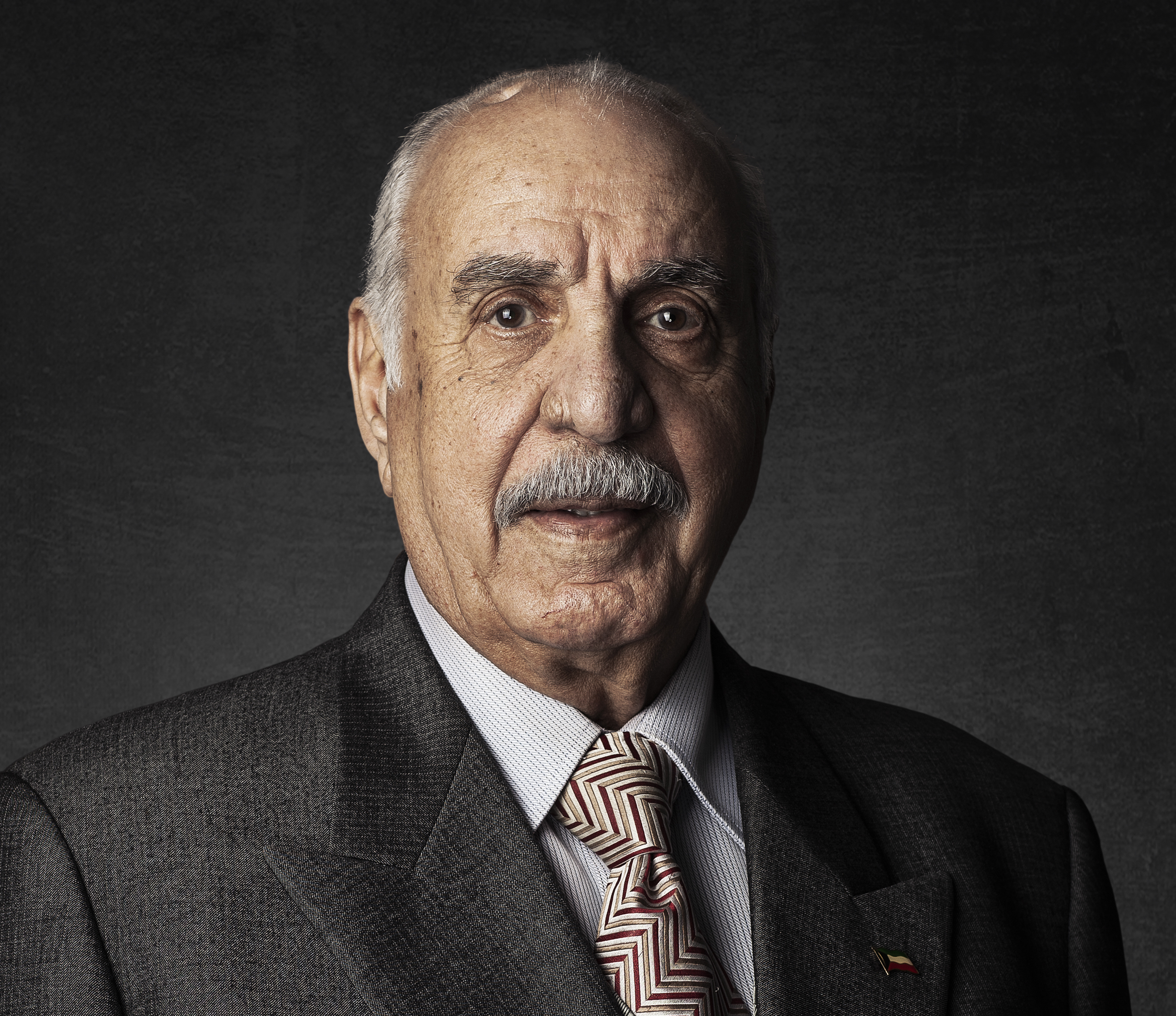
محمد السنعوسي

- 13 يناير – يوسف القطامي (73 عامًا)، فنان تشكيلي وعضو الجمعية الكويتية للفنون التشكيلية.[5]
- 10 فبراير – الدكتور صالح محمد العجيري (101 سنة) عالم فلك ومؤسس علم الفلك في الكويت والمنطقة.[6][7]
- 6 مارس – الدكتور أحمد الخطيب (95 عامًا) أول جراح في الكويت (1952)، عضو سابق في مجلس الأمة (المسيرة السياسية 1963–1996).[8]
- 8 مارس – غنام الجمهور المطيري (91 سنة) نائب سابق بمجلس الأمة.
- 13 مارس – مرزوق عبد الوهاب المرزوق (100 عام) عضو سابق في المجلس البلدي وعضو مجلس إدارة البنك الوطني.
- 20 مارس – عبد الله النيباري (85 سنة)، سياسي وبرلماني سابق.
- 30 مايو – عزيزة محمد البسام (84 عاماً)، معلمة ومؤسسة أول مكتبة عامة للنساء في الكويت.
- 20 يوليو – سليمان الملا (69 عاماً) فنان.
- 13 آب – عامر السحلول، صحفي ومؤسس ديوانية شعراء النبط.
- 17 أغسطس – عبد الرحمن خالد صالح الغنيم (84 عاماً)، وزير الاتصالات الأسبق.
- 30 أغسطس – عبد الله العوضي مخرج.
- 12 أكتوبر – الدكتور فخري أحمد شهاب، مساهم في وضع أطر النظام الاقتصادي للبلاد.
- 3 نوفمبر – صالح الرجيب، مدير ومقدم برامج في إذاعة الكويت.
- 15 نوفمبر – محمد السنوسي (84 عاماً) وزير سابق.
- 30 نوفمبر – محمد يوسف العدساني، رئيس مجلس الأمة الأسبق، رائد العمل السياسي والبرلماني في البلاد.
- 19 ديسمبر – خلف دميثير العنزي (76 عامًا) عضو سابق في مجلس الأمة
- 19 ديسمبر – هلال مشاري المطيري (80 سنة) وزير سابق